# Lychnodiscus
Genre
Lychnodiscus est un genre de plantes de la famille des Sapindaceae.

## Liste d'espèces
Selon Catalogue of Life (31 octobre 2017) :
- Lychnodiscus brevibracteatus Fouilloy
- Lychnodiscus cerospermus Radlk.
- Lychnodiscus dananensis Aubrev. & Pellegr.
- Lychnodiscus grandifolius Radlk.
- Lychnodiscus multinervis Radlk.
- Lychnodiscus papillosus Radlk. ex Engl.
- Lychnodiscus reticulatus Radlk.

Selon The Plant List (31 octobre 2017) :
- Lychnodiscus brevibracteatus Fouilloy
- Lychnodiscus cerospermus Radlk.
- Lychnodiscus dananensis Aubrév. & Pellegr.
- Lychnodiscus grandifolius Radlk.
- Lychnodiscus multinervis Radlk.
- Lychnodiscus papillosus Radlk. ex Engl.
- Lychnodiscus reticulatus Radlk.

Selon Tropicos (31 octobre 2017) (Attention liste brute contenant possiblement des synonymes) :
- Lychnodiscus brevibracteatus Fouilloy
- Lychnodiscus cerospermus Radlk.
- Lychnodiscus dananensis Aubrév. & Pellegr.
- Lychnodiscus grandifolius Radlk.
- Lychnodiscus mortehanii De Wild.
- Lychnodiscus multinervis Radlk.
- Lychnodiscus papillosus Radlk.
- Lychnodiscus pedicellaris Radlk.
- Lychnodiscus reticulatus Radlk.